# Sonnet 5
Those hours, that with gentle work did frame 

The lovely gaze where every eye doth dwell, 

Will play the tyrants to the very same 

And that unfair which fairly doth excel; 

For never-resting time leads summer on 

To hideous winter, and confounds him there; 

Sap checked with frost, and lusty leaves quite gone, 

Beauty o'er-snowed and bareness every where: 

Then were not summer's distillation left, 

A liquid prisoner pent in walls of glass, 

Beauty's effect with beauty were bereft, 

Nor it, nor no remembrance what it was: 

But flowers distill'd, though they with winter meet, 

Leese but their show; their substance still lives sweet.  

(continue sur le Sonnet 6)
— William Shakespeare
Traduction de François-Victor Hugo
Précédent Suivant
Le Sonnet 5 est l'un des 154 sonnets écrits par le dramaturge et poète William Shakespeare.

## Texte original
Texte et typographie originale :
THoſe howers that with gentle worke did frame,

The louely gaze where euery eye doth dwell

Will play the tirants to the very ſame,

And that vnfaire which fairely doth excell:

For neuer reſting time leads Summer on,

To hidious winter and confounds him there,

Sap checkt with froſt and luſtie leau's quite gon.

Beauty ore-ſnow'd and barenes euery where,

Then were not ſummers diſtillation left

A liquid priſoner pent in walls of glaſſe,

Beauties effect with beauty were bereft,

Nor it nor noe remembrance what it was.

   But flowers diſtil'd though they with winter meete,

   Leeſe but their ſhow,their ſubſtance ſtill liues

## Traduction en prose
Par François-Victor Hugo :
Ces mêmes Heures, qui ont formé par un travail exquis ce type admirable où se plaisent tous les yeux, deviendront impitoyables pour lui, et disgracieront ce qui est la grâce suprême.

Car le temps infatigable traîne l’été au hideux hiver et l’y absorbe : la gelée fige la séve, les feuilles les plus vigoureuses tombent toutes, la beauté est sous l’avalanche, la désolation partout !

Alors, si la goutte distillée par l’été ne restait, prisonnière liquide, enfermée dans des parois cristallines, la beauté ne se reproduirait pas ; et rien ne resterait d’elle, pas même le souvenir !

Mais les fleurs, qui ont distillé leur séve, ont beau subir l’hiver ; elles ne perdent que leur feuillage et gardent toujours vivace leur essence parfumée.

## Traduction en vers
Par Fernand Henry :
Ces Heures dont la main si douce put former

L'être exquis sur lequel chaque regard s'arrête,

Un jour, pour ruiner cette beauté parfaite,

Elles ne craindront pas, barbares, de s'armer.

Car le temps jamais las et qui ne sait chômer

Du glorieux été livre à l'hiver la tête,

Et toute la splendeur de la nature en fête

Dans une morne nuit vient alors s'abîmer.

Et, si quelque flacon n'enfermait son symbole,

L'été verrait, hélas ! avec lui tout finir ;

Sa stérile beauté passerait, vaine idole,

Sans laisser seulement le moindre souvenir ;

Mais l'hiver ne ravit aux fleurs que l'apparence

Lorsqu'en les distillant nous avons leur essence.